# The Wizard of Oz
The Wizard of Oz (Tạm dịch: Phù thủy xứ Oz) là một bộ phim ca nhạc giả tưởng của Mỹ năm 1939 do Metro-Goldwyn-Mayer sản xuất. Được nhiều người coi là một trong những bộ phim hay nhất mọi thời đại, đây là bộ phim chuyển thể thành công nhất về mặt thương mại từ tiểu thuyết giả tưởng dành cho thiếu nhi năm 1900 của L. Frank Baum, The Wonderful Wizard of Oz. Được đạo diễn chính bởi Victor Fleming (người đã rời khỏi công việc sản xuất để đảm nhận bộ phim Cuốn theo chiều gió đang gặp khó khăn), bộ phim có sự tham gia của Judy Garland trong vai Dorothy Gale cùng với Ray Bolger, Jack Haley và Bert Lahr.
Đặc trưng bởi việc sử dụng Technicolor, cách kể chuyện giả tưởng, bản nhạc và các nhân vật đáng nhớ, bộ phim đã trở thành một biểu tượng văn hóa đại chúng của Mỹ. Nó đã được đề cử cho sáu giải Oscar, bao gồm cả Phim hay nhất, nhưng để thua Cuốn theo chiều gió, cũng của đạo diễn Fleming. Nó đã chiến thắng ở hai hạng mục khác: Bài hát gốc hay nhất cho " Over the Rainbow " và Bản nhạc gốc hay nhất của Herbert Stothart. Trong khi bộ phim được coi là một thành công quan trọng khi phát hành vào tháng 8 năm 1939, nó đã không thu được lợi nhuận cho MGM cho đến khi phát hành lại năm 1949, chỉ kiếm được 3.017.000 đô la trên ngân sách 2.777.000 đô la, không bao gồm chi phí quảng cáo, khiến nó trở thành tác phẩm sản xuất đắt nhất của MGM tại lúc đó.
Buổi ra mắt trên truyền hình năm 1956 của bộ phim trên mạng CBS đã giới thiệu lại bộ phim với công chúng; Theo Thư viện Quốc hội Mỹ, đây là bộ phim được xem nhiều nhất trong lịch sử điện ảnh. Năm 1989, nó được Thư viện Quốc hội Hoa Kỳ chọn là một trong 25 phim đầu tiên được lưu giữ trong Cơ quan đăng ký phim quốc gia vì "có ý nghĩa về mặt văn hóa, lịch sử hoặc thẩm mỹ". Đây cũng là một trong số ít những bộ phim được UNESCO công nhận là Ký ức Thế giới. Phim nằm trong top 10 trong danh sách 50 phim nên xem của BFI (Viện phim Anh) năm 2005 và nằm trong danh sách cập nhật 50 phim cho trẻ 15 tuổi của BFI, phát hành vào tháng 5 Năm 2020.
Phù thủy xứ Oz là nguồn của nhiều trích dẫn được tham khảo trong văn hóa đại chúng đương thời. Noel Langley, Florence Ryerson và Edgar Allan Woolf đã nhận được tín nhiệm cho kịch bản, nhưng những người khác đã đóng góp không được công nhận. Các bài hát được Edgar "Yip" Harburg viết lời và Harold Arlen sáng tác. Bản nhạc và phần nhạc ngẫu nhiên do Stothart sáng tác.

## Nội dung

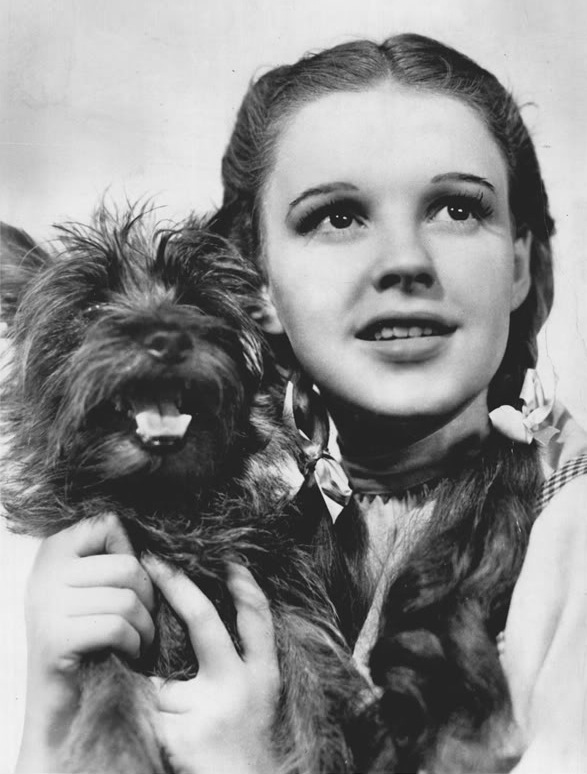
Judy Garland trong vai Dorothy Gale và Terry the Dog trong vai Toto

Nhân vật chính trong phim là cô gái mồ côi Dorothy Gale (Judy Garland) không bằng lòng với cuộc sống buồn chán trong trang trại ở Kansas do người bác Henry và Em - vợ ông làm chủ, nơi có người láng giềng khó tính cứ ăn hiếp con chó của cô. Dorothy mơ có ngày được đi trên cầu vồng đến một thế giới khác và mong ước này bất ngờ trở thành hiện thực, khi một cơn lốc cuốn cô và con chó nhỏ Toto đến Con đường gạch vàng (Yellow Brick Road) dẫn tới vương quốc đầy màu sắc Oz nằm bên ngoài cầu vồng, nơi có các nhân vật thần tiên. Dù xúc phạm mụ phù thủy ác phương Tây Miss Almira Gulch (Magararet Hamilton) nhưng Dorothy được bảo vệ trước sự uất hận của mụ phù thủy già bởi đôi hài ngọc ruby cô mang theo ở chân. Thế rồi, theo đề nghị của Glinda - Phù thủy tốt phương Bắc Good Witch of the North (Billie Burke), Dorothy tiếp tục đi trên con đường gạch vàng đến thành phố Ngọc lục bảo (Emerald City), vương quốc của phù thủy xứ Oz Wizard of Oz (Frank Morgan) đầy quyền năng, người duy nhất có thể giúp cô trở về quê nhà Kansas.
Trên lộ trình đến thành phố Ngọc lục bảo, Dorothy kết bạn với Bù Nhìn Scarecrow (Ray Bolger), Người Thiếc Tin Man (Jack Haley) và con sư tử hèn nhát Cowardly Lion (Bert Lahr). Trong khi Scarecrow muốn có trí khôn thì Tin Man khao khát một trái tim, còn con sư tử thì muốn có lòng can đảm. Hy vọng phù thủy xứ Oz sẽ giúp đỡ, họ tham gia cuộc hành trình với Dorothy. Cuối cùng mụ phù thủy ác bại trận, nguyện ước của Dorothy và các bạn được Phù thủy xứ Oz đáp ứng và cô được trở về quê hương.

## Diễn viên
- Judy Garland - vai Dorothy Gale
- Ray Bolger - vai Hunk/Bù nhìn

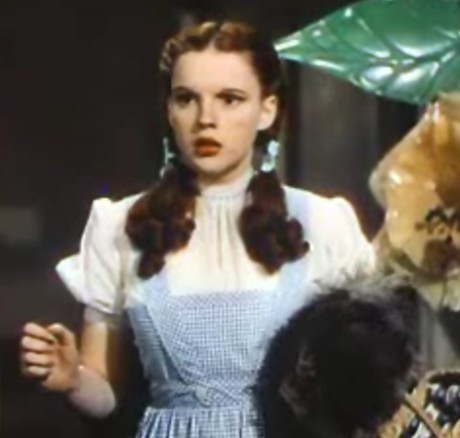
Dorothy thấy rằng mình không còn ở Kansas

- Jack Haley - vai Hickory/Người thiếc
- Bert Lahr - vai Zeke/Sư tử hèn nhát
- Billie Burke - vai Glinda - Phù thủy tốt phương Bắc
- Margaret Hamilton - vai Phù thủy ác phương Tây
- Frank Morgan - vai Phù thủy xứ Oz
- Charles Grapewin - vai Chú Henry
- Clara Blandick - vai Thím Em
- Terry the Dog - vai chó Toto
- The Singer Midgets - Lồng tiếng
- Pat Walshe - vai Nikko

## Quá trình làm phim

### Xây dựng
Bộ phim bắt đầu được sản xuất khi Nàng Bạch Tuyết và Bảy chú lùn (1937) của Walt Disney cho thấy rằng những bộ phim chuyển thể từ truyện thiếu nhi nổi tiếng và truyện cổ tích dân gian vẫn có thể thành công. Vào tháng 1 năm 1938, Metro-Goldwyn-Mayer đã mua bản quyền cuốn tiểu thuyết cực kỳ nổi tiếng của L. Frank Baum từ Samuel Goldwyn, người đã đưa ra ý tưởng làm bộ phim như một phương tiện cho Eddie Cantor, người đang ký hợp đồng với hãng phim Goldwyn và là người. Goldwyn muốn đóng vai Bù nhìn.
Kịch bản đã qua nhiều người viết và chỉnh sửa trước khi bấm máy lần cuối. Trợ lý của Mervyn LeRoy, William H. Cannon, đã đệ trình một bản phác thảo ngắn gọn dài bốn trang. Bởi vì những bộ phim giả tưởng gần đây không thành công tốt đẹp, ông khuyến nghị giảm bớt hoặc loại bỏ các yếu tố ma thuật của câu chuyện. Trong phác thảo của mình, Bù nhìn là một người đàn ông ngu ngốc đến mức công việc duy nhất mở ra cho anh ta theo nghĩa đen là dọa quạ từ các cánh đồng ngô, trong khi Người rừng Thiếc là một tên tội phạm nhẫn tâm đến nỗi anh ta bị kết án bị giam trong một bộ đồ thiếc vĩnh viễn, sự tra tấn đã dịu đi. anh ấy trở thành một người dịu dàng và tử tế hơn. Tầm nhìn của ông tương tự như bộ phim chuyển thể năm 1925 của Larry Semon về câu chuyện trong đó các yếu tố ma thuật vắng mặt.
Sau đó, LeRoy đã thuê nhà biên kịch Herman J. Mankiewicz, người đã sớm đưa ra bản thảo 17 trang về các cảnh phim ở Kansas và vài tuần sau đó là 56 trang nữa. Ông cũng thuê Noel Langley và nhà thơ Ogden Nash để viết các phiên bản riêng của câu chuyện. Không ai trong số ba người này biết về những người khác, và đây không phải là một thủ tục hiếm gặp. Nash đưa ra một bản phác thảo dài bốn trang, Langley viết một bản xử lý dài 43 trang và một kịch bản phim đầy đủ. Anh ta   quay thêm ba bản nữa, lần này kết hợp các bài hát đã được viết bởi Harold Arlen và Yip Harburg. Florence Ryerson và Edgar Allan Woolf đã nộp một kịch bản và được đưa lên máy bay để viết lại. Họ sẽ chịu trách nhiệm đảm bảo câu chuyện đúng với sách Baum. Tuy nhiên, nhà sản xuất Arthur Freed không hài lòng với công việc của họ và giao lại cho Langley. Trong quá trình quay phim, Victor Fleming và John Lee Mahin đã sửa đổi kịch bản, thêm và bớt một số cảnh. Ngoài ra, Jack Haley và Bert Lahr được biết là đã viết một số đoạn đối thoại của họ cho cảnh ở Kansas.
Họ hoàn thành bản thảo cuối cùng của kịch bản vào ngày 8 tháng 10 năm 1938, sau nhiều lần viết lại. Nhìn chung, đó là sự pha trộn của nhiều bộ óc sáng tạo, nhưng Langley, Ryerson và Woolf đã có được phần thưởng cho bộ phim. Cùng với những người đóng góp đã được đề cập, những người khác đã hỗ trợ việc chuyển thể mà không nhận được tín dụng bao gồm: Irving Brecher, Herbert Fields, Arthur Freed, Yip Harburg, Samuel Hoffenstein, Jack Mintz, Sid Silvers, Richard Thorpe, George Cukor và King Vidor.
Ngoài ra, con trai của nhạc sĩ Harburg (và người viết tiểu sử) Ernie Harburg đã báo cáo:
- Vì vậy, dù sao đi nữa, Yip cũng đã viết tất cả các đoạn hội thoại trong thời gian đó và phần thiết lập cho các bài hát và anh ấy cũng viết phần mà chúng thể hiện trái tim, khối óc và thần kinh, bởi vì anh ấy là người biên tập kịch bản cuối cùng. Và anh ấy - có 11 nhà biên kịch - và anh ấy đã tập hợp mọi thứ lại với nhau, viết lời thoại của riêng mình và tạo cho nó một sự mạch lạc và thống nhất khiến nó trở thành một tác phẩm nghệ thuật. Nhưng anh ta không nhận được tín dụng cho điều đó. Anh ấy được nhạc bởi EY Harburg, bạn thấy đấy. Nhưng tuy nhiên, anh ấy đã đặt ảnh hưởng của mình vào sự việc.[15]

Các nhà sản xuất ban đầu cho rằng khán giả năm 1939 quá tinh tế để chấp nhận Oz là một bộ phim viễn tưởng; do đó, nó được hình thành lại như một chuỗi giấc mơ dài và phức tạp. Do nhận thấy nhu cầu thu hút khán giả trẻ thông qua việc hấp dẫn các kiểu mốt và phong cách hiện đại, bản nhạc đã giới thiệu một bài hát có tên "The Jitterbug" và kịch bản có một cảnh với một loạt các cuộc thi âm nhạc. Một công chúa hư hỏng, ích kỷ ở Oz đã đặt ra ngoài vòng pháp luật mọi hình thức âm nhạc ngoại trừ nhạc cổ điển và operetta, chống lại Dorothy trong một cuộc thi hát, trong đó phong cách đu dây của cô ấy khiến người nghe mê mẩn và giành được giải thưởng lớn. Phần này ban đầu được viết cho Betty Jaynes. Kế hoạch trên sau đó đã bị loại bỏ.
Một cảnh khác, đã bị loại bỏ trước khi kịch bản duyệt lần cuối và không bao giờ được quay, là một cảnh kết thúc ở Kansas sau khi Dorothy trở về. Hunk (đối tác của Kansan với Scarecrow) sẽ đến một trường cao đẳng nông nghiệp và trích lời hứa của Dorothy là viết thư cho anh ta. Cảnh phim ngụ ý rằng mối tình lãng mạn cuối cùng sẽ phát triển giữa hai người, điều này cũng có thể được dự định như một lời giải thích cho sự cá biệt của Dorothy đối với Bù nhìn hơn hai người bạn đồng hành khác của cô. Ý tưởng cốt truyện này không bao giờ bị bỏ hoàn toàn, nhưng đặc biệt đáng chú ý trong kịch bản cuối cùng khi Dorothy, ngay trước khi cô bé rời Oz, nói với Scarecrow, "Tôi nghĩ rằng tôi sẽ nhớ bạn nhất." 
Việc sử dụng màu sắc được chú ý nhiều trong quá trình sản xuất, với đội ngũ sản xuất MGM ưu tiên một số màu hơn các màu khác. Bộ phận nghệ thuật của studio đã mất gần một tuần để giải quyết bằng được màu vàng được sử dụng cho con đường gạch vàng.

### Phân vai

Thử trang phục của Ebsen trong vai Tin Man

Một số nữ diễn viên được cho là đã được cân nhắc cho vai Dorothy, bao gồm Shirley Temple, vào thời điểm đó, ngôi sao nhí nổi bật nhất; Deanna Durbin, một người mới tương đối, với một giọng ca opera được công nhận; và Judy Garland, người có kinh nghiệm nhất trong ba người. Judy Garland là sự lựa chọn thứ hai của MGM cho vai Dorothy sau Shirley Temple, lúc đó đang thuộc hợp đồng của 20th Century Fox. Về mặt chính thức, quyết định chọn Garland là do các vấn đề hợp đồng.
Ray Bolger ban đầu được chọn vào vai Người đàn ông Thiếc và Buddy Ebsen sẽ đóng vai Bù nhìn. Bolger, tuy nhiên, khao khát được đóng vai Bù nhìn, như thần tượng thời thơ ấu của anh Fred Stone đã thể hiện trên sân khấu vào năm 1902; với chính màn trình diễn đó, Stone đã truyền cảm hứng cho anh ấy để trở thành một vaudevillian ngay từ đầu. Bây giờ không hài lòng với vai Người Thiếc của mình (được báo cáo tuyên bố, "Tôi không phải là một nghệ sĩ biểu diễn người thiếc; tôi là người linh hoạt"), Bolger đã thuyết phục nhà sản xuất Mervyn LeRoy diễn lại anh ta trong phần mà anh ta rất mong muốn. Ebsen không phản đối; sau khi tìm hiểu những điều cơ bản về dáng đi đặc biệt của Bù nhìn với Bolger (với tư cách là một vũ công chuyên nghiệp, Ebsen đã được chọn vì hãng phim tự tin rằng anh ấy sẽ đảm nhận nhiệm vụ tái tạo "bước đi loạng choạng" nổi tiếng của Stone's Scarecrow), anh ấy ghi lại tất cả các bài hát của anh ấy, đã trải qua tất cả các buổi diễn tập với tư cách là Tin Man và bắt đầu quay phim với các diễn viên còn lại.
Bert Lahr được ký hợp đồng với Cowardly Lion vào ngày 25 tháng 7 năm 1938; tháng tiếp theo, Charles Grapewin được chọn vào vai chú Henry vào ngày 12 tháng 8.
WC Fields ban đầu được chọn cho vai chính Phù thủy, một vai bị Ed Wynn từ chối vì cho rằng vai này quá nhỏ, nhưng hãng phim đã hết kiên nhẫn sau khi mặc cả tiền công của Fields kéo dài. Wallace Beery đã vận động hành lang cho vai diễn này, nhưng hãng phim đã từ chối trao vai diễn cho anh trong lịch trình quay dài. Thay vào đó, một diễn viên hợp đồng khác, Frank Morgan, đã được chọn vào ngày 22 tháng 9.
Một cuộc tìm kiếm tài năng mở rộng đã tạo ra hơn một trăm người lùn để đóng Munchkins; điều này có nghĩa là hầu hết các phân cảnh Oz của phim sẽ phải được quay trước khi công việc về phân cảnh Munchkinland có thể bắt đầu. Theo diễn viên Jerry Maren của Munchkin, những người nhỏ bé được trả hơn 125 đô la một tuần (tương đương 2.600 đô la ngày nay). Meinhardt Raabe, người đóng vai người điều tra, tiết lộ trong bộ phim tài liệu The Making of the Wizard of Oz năm 1990 rằng bộ phận trang phục và tủ quần áo của MGM, dưới sự chỉ đạo của nhà thiết kế Adrian, đã phải thiết kế hơn 100 bộ trang phục cho các phân cảnh của Munchkin. Sau đó, họ phải chụp ảnh và lập danh mục từng Munchkin trong trang phục của anh ta hoặc cô ta để họ có thể áp dụng chính xác trang phục và trang điểm giống nhau mỗi ngày sản xuất.
Gale Sondergaard ban đầu được chọn vào vai Phù thủy độc ác. Cô không vui khi tính cách của mụ phù thủy chuyển từ ranh mãnh và quyến rũ (được cho là mô phỏng nữ hoàng độc ác trong Nàng Bạch Tuyết và bảy chú lùn của Disney) thành "cô gái xấu xí" quen thuộc. Cô đã từ chối vai diễn và được thay thế vào ngày 10 tháng 10 năm 1938, chỉ ba ngày trước khi bộ phim bắt đầu, bằng diễn viên hợp đồng MGM Margaret Hamilton. Sondergaard nói trong một cuộc phỏng vấn cho một tính năng bổ sung trên DVD rằng cô không hối tiếc về việc từ chối vai này, và sẽ tiếp tục đóng một nhân vật phản diện quyến rũ trong phiên bản The Blue Bird của Maurice Maeterlinck của Fox năm 1940; Margaret Hamilton đã đóng một vai khá giống với Phù thủy xấu xa trong bộ phim Babes in Arms (1939) của Judy Garland.
Theo Aljean Harmetz, chiếc áo khoác được Morgan mặc khi làm thầy phù thủy được chọn từ một giá áo khoác mua từ một cửa hàng đồ cũ. Theo truyền thuyết, Morgan sau đó đã phát hiện ra một nhãn trên chiếc áo khoác cho biết nó đã từng thuộc về Baum, góa phụ của Baum đã xác nhận điều này, và chiếc áo khoác cuối cùng đã được trao cho cô. Nhưng người viết tiểu sử về Baum, Michael Patrick Hearn nói rằng gia đình Baum phủ nhận việc từng nhìn thấy chiếc áo khoác hoặc biết về câu chuyện; Hamilton coi đó là một tin đồn do hãng phim dựng lên.

### Làm phim

#### Richard Thorpe làm đạo diễn
Quá trình quay phim cho The Wizard of Oz bắt đầu vào ngày 13 tháng 10 năm 1938 tại xưởng phim Metro-Goldwyn-Mayer ở Culver City, California, với Richard Thorpe làm đạo diễn, thay thế đạo diễn ban đầu, Norman Taurog, người đã quay một số thử nghiệm Technicolor ban đầu và đã sau đó được phân công lại. Thorpe ban đầu quay khoảng hai tuần cảnh quay, tổng cộng chín ngày, liên quan đến cuộc gặp gỡ đầu tiên của Dorothy với Bù nhìn, cũng như một số cảnh trong lâu đài của Phù thủy xấu xa, chẳng hạn như cuộc giải cứu của Dorothy, mặc dù chưa được phát hành, bao gồm cảnh quay duy nhất của Buddy Ebsen trong vai Tin Man.

#### Ebsen được thay thế bằng Haley
Quá trình sản xuất phải đối mặt với thử thách mô phỏng trang phục của Người Thiếc. Một số thử nghiệm đã được thực hiện để tìm ra kiểu trang điểm và quần áo phù hợp cho Ebsen. Mười ngày sau khi chụp, Ebsen bị phản ứng với lớp trang điểm bằng bột nhôm mà anh ấy trang điểm, mặc dù anh ấy nhớ lại đã hít thở một đêm mà không bị nó làm ảnh hưởng ngay lập tức. Anh ta phải nhập viện trong tình trạng nguy kịch và sau đó buộc phải rời khỏi dự án; trong một cuộc phỏng vấn sau đó (có trong DVD phát hành năm 2005 của The Wizard of Oz), anh kể lại rằng những người đứng đầu hãng phim đã đánh giá cao mức độ nghiêm trọng của căn bệnh của anh chỉ sau khi gặp anh trong bệnh viện. Việc quay phim tạm dừng trong khi người ta tìm được người thay thế anh ta. Không có cảnh quay đầy đủ nào về anh ta như Người Thiếc đã từng được phát hành  –  chỉ chụp ảnh trong quá trình quay phim và chụp ảnh thử trang điểm. Người thay thế ông, Jack Haley, đơn giản cho rằng ông đã bị sa thải.

#### Victor Fleming, đạo diễn chính
George Cukor thực sự không quay bất kỳ cảnh nào cho bộ phim, chỉ đóng vai trò như một "cố vấn sáng tạo" cho quá trình sản xuất gặp khó khăn và vì cam kết trước đó là đạo diễn Cuốn theo chiều gió, ông đã rời đi vào ngày 3 tháng 11 năm 1938 khi Victor Fleming đảm nhận trách nhiệm giám đốc. Với tư cách là đạo diễn, Fleming quyết định không chuyển bộ phim khỏi sự sắp xếp lại sáng tạo của Cukor, vì nhà sản xuất LeRoy đã tuyên bố rằng ông hài lòng với quá trình mới mà bộ phim đang thực hiện.
Việc sản xuất phần lớn các cảnh quay Technicolor là một quá trình dài và mệt mỏi kéo dài hơn sáu tháng, từ tháng 10 năm 1938 đến tháng 3 năm 1939. Hầu hết các diễn viên làm việc sáu ngày một tuần và phải đến sớm nhất là 4   sáng để trang điểm và trang phục, và thường không rời đi cho đến 7 giờ tối hoặc muộn hơn. Trang điểm và trang phục rườm rà thậm chí còn khó chịu hơn bởi ánh sáng chói chang ban ngày mà quy trình Technicolor ban đầu yêu cầu, có thể làm nóng trường quay lên đến hơn 100 °F (38 °C). Bolger sau đó nói rằng tính chất đáng sợ của trang phục đã ngăn cản hầu hết các diễn viên chính xứ Oz ăn cơm ở trường quay; Độc tính của lớp trang điểm làm từ đồng của Hamilton đã buộc cô phải ăn một chế độ ăn lỏng trong những ngày quay. Phải mất đến mười hai lần để Toto chạy cùng các diễn viên khi họ đi xuống con đường gạch vàng.
Tất cả các cảnh Oz được quay trong Technicolor ba dải. Phần ghi tên mở đầu và kết thúc, cũng như phân cảnh Kansas, được quay bằng màu đen trắng và được tô màu theo quy trình tông màu nâu đỏ. Bộ phim tông màu nâu đỏ cũng được sử dụng trong cảnh dì Em xuất hiện trong quả cầu pha lê của Phù thủy độc ác. Bộ phim không phải là bộ phim đầu tiên sử dụng Technicolor, được giới thiệu trong The Gulf Between, phát hành năm 1917.
Trong lối ra của Hamilton từ Munchkinland, một thang máy được che giấu đã được bố trí để hạ thấp cô xuống dưới sân khấu khi lửa và khói bùng lên để làm kịch tính và che giấu lối ra của cô. Lượt đầu tiên chạy tốt, nhưng trong lượt thứ hai, ngọn lửa bùng phát quá sớm. Ngọn lửa đã thiêu rụi lớp sơn mặt màu xanh lá cây bằng đồng, gây bỏng độ 3 ở tay và mặt của cô. Cô đã mất ba tháng để chữa bệnh trước khi trở lại trường quay.

#### King Vidor với tư cách là đạo diễn cuối cùng
Ngày 12 tháng 2 năm 1939, Fleming vội vàng thay thế Cukor để đạo diễn phim Cuốn theo chiều gió. Ngày hôm sau, hãng phim đã giao cho bạn của Fleming, King Vidor, làm đạo diễn, để hoàn thành quá trình quay The Wizard of Oz ( chủ yếu là những cảnh Kansas có tông màu nâu đỏ ban đầu, bao gồm cả việc Garland hát " Over the Rainbow " và cơn lốc xoáy). Mặc dù bộ phim đã thành công vang dội vào năm 1939, Vidor đã chọn không ghi công cho những đóng góp của mình cho đến khi bạn của ông qua đời vào năm 1949.  

### Hiệu ứng đặc biệt, trang điểm và trang phục
Arnold Gillespie là đạo diễn hiệu ứng đặc biệt cho bộ phim. Gillespie đã làm việc với việc sản xuất bằng cách sử dụng một số kỹ thuật hiệu ứng hình ảnh cho bộ phim. Phát triển cảnh lốc xoáy đặc biệt tốn kém. Gillespie đã sử dụng vải muslin để làm cho cơn lốc xoáy trở nên linh hoạt sau một lần thử với cao su trước đó không thành công. Anh ta treo một tấm muslin cao 35 feet từ một giàn thép và kết nối phần dưới với một thanh. Bằng cách di chuyển giàn và thanh, anh ấy có thể tạo ra ảo ảnh về một cơn lốc xoáy di chuyển trên sân khấu. Trái đất của Fuller được phun từ cả trên và dưới bằng ống khí nén để hoàn thành hiệu ứng. Ngôi nhà của Dorothy được tái tạo bằng cách sử dụng một mô hình.
Mặt nạ Cowardly Lion và Scarecrow được tạo ra từ lớp trang điểm cao su bọt do nghệ sĩ trang điểm Jack Dawn, một trong những nghệ sĩ trang điểm đầu tiên sử dụng kỹ thuật này tạo ra. Bolger để lại những đường nhăn vĩnh viễn quanh miệng và cằm từ chiếc mặt nạ của mình. Phải mất một giờ mỗi ngày để từ từ lột lớp mặt nạ dính trên khuôn mặt của mình. Hamilton bị bỏng nặng ở tay và mặt khi gặp tai nạn với ngọn lửa trong khi quay cảnh cô rời khỏi Munchkinland. Vào thời điểm đó, cô ấy đang trang điểm màu xanh lá cây, thường được tẩy trang bằng axeton do hàm lượng đồng độc hại. Vì Hamilton bị bỏng nên chuyên gia trang điểm Jack Young đã tẩy trang bằng cồn, để tránh nhiễm trùng. Trang phục của Người Thiếc được làm bằng vải xô bọc da, và dầu dùng để bôi trơn các khớp của anh ta được làm từ xi-rô sô-cô-la. Trang phục của Cowardly Lion được làm từ da và lông sư tử thật. Đối với cảnh "ngựa khác màu", bột Jell-O đã được sử dụng để tạo màu cho ngựa trắng. Amiăng đã được sử dụng để đạt được một số hiệu ứng đặc biệt, như chiếc chổi cháy của phù thủy và lớp tuyết giả bao phủ Dorothy khi cô ấy ngủ trên cánh đồng hoa anh túc.

### Âm nhạc

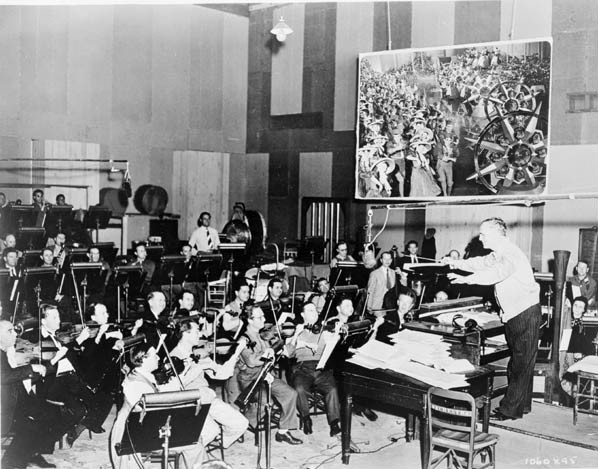
Herbert Stothart chỉ huy dàn nhạc MGM Studio cho The Wizard of Oz, được thu âm tại phòng thu MGM

Bộ phim nổi tiếng với phần nhạc chọn lọc và nhạc phim. Phần âm nhạc do Harold Arlen sáng tác và phần lời được viết bởi Yip Harburg: Họ đã giành được Giải thưởng Viện Hàn lâm cho Bài hát gốc hay nhất cho "Over the Rainbow". Bài hát đứng đầu trong 100 năm... 100 bài hát của AFI và " 365 bài hát của thế kỷ " của Hiệp hội Công nghiệp ghi âm Hoa Kỳ.
Nhà soạn nhạc MGM Herbert Stothart, một nhà soạn nhạc kiêm nhạc sĩ nổi tiếng của Hollywood, đã giành được Giải Oscar cho Bản nhạc gốc hay nhất.
Georgie Stoll là nhạc trưởng, và ghi công trên phim đã được trao cho George Bassman, Murray Cutter, Ken Darby và Paul Marquardt để dàn dựng dàn nhạc và giọng hát (như thường lệ, Roger Edens cũng tham gia rất nhiều vào vai trò là một cộng sự âm nhạc chưa được thanh toán cho Freed.)
Các bài hát đã được thu âm trong giai đoạn chấm điểm của studio trước khi quay. Một số bản thu âm đã được hoàn thành trong khi Ebsen vẫn tham gia diễn xuất. Vì vậy, mặc dù anh ấy phải bị loại khỏi dàn diễn viên vì phản ứng nguy hiểm với lớp trang điểm bằng bột nhôm, giọng hát của anh ấy vẫn còn trên nhạc phim (như đã đề cập trong phần ghi chú cho CD Deluxe Edition). Giọng của anh ấy có thể được nghe thấy trong giọng hát của nhóm "Chúng ta đang đi xem phù thủy". Haley nói với giọng Boston riêng biệt và không phát âm "r" trong "wizard". Ebsen là một người Trung Tây, giống như Garland, và phát âm nó rõ ràng. Haley đã ghi lại phần solo của Ebsen sau đó.
Bản thu âm ban đầu của Bolger về " If I Only Had a Brain " trầm lắng hơn nhiều so với bản thu âm trong phim. Trong quá trình quay phim, Cukor và LeRoy quyết định rằng một bản thể hiện năng lượng hơn sẽ phù hợp hơn với cuộc gặp gỡ đầu tiên của Dorothy với Bù nhìn, và bài hát đã được ghi âm lại. Phiên bản gốc được cho là đã bị mất cho đến khi một bản sao được phát hiện vào năm 2009.

## Ảnh hưởng
Tất cả các hình ảnh và các nhân vật trong phim (Dorothy, Toto, các phù thủy, bác Henry, cô Em...), một số câu thoại như câu There's no place like home và cả nhạc phim Over the Rainbow đều được lưu truyền mãi mãi. Rất nhiều tác phẩm văn học và điện ảnh đã lấy cảm hứng từ The wizard of Oz, như bộ phim truyền hình nhiều tập có tựa Oz trên kênh HBO. Thậm chí nhiều nhóm nhạc và ca sĩ nổi tiếng cũng xuất bản những album hay ca khúc có hơi hướng của phim như album Goodbye Yellow Brick Road của Elton John hay The Dark Side of the Moon của Pink Floyd (1973).

## Giải thưởng và vinh danh

### Giải Oscar
- Ca khúc phim hay nhất - Harold Arlen (nhạc) và E.Y Harburg (lời)
- Nhạc nền phim hay nhất - Herbert Stothart

Đề cử
- Phim hay nhất
- Quay phim xuất sắc nhất - Hal Rosson
- Thiết kế trang phục - Cedric Gibbons, William A. Horning
- Kỹ xảo

### Danh sách của AFI
Được Viện phim Mỹ công nhận:
- 1998 100 phim hay nhất #6
- 2001 100 phim rùng rợn và ly kỳ #43
- 2003 100 anh hùng và kẻ phản diện:
  - Phù thủy ác Phương Tây, kẻ phản diện #4
- 2004 100 ca khúc phim hay nhất:
  - "Over the Rainbow" #1
  - "Ding Dong the Witch is Dead," #82
- 2005, 100 câu thoại đáng nhớ:
  - "Toto, I've a feeling we're not in Kansas anymore" #4 - Dorothy Gale
    - (Tạm dịch: Toto, tớ có cảm giác là chúng ta không còn ở Kansas nữa.)

  - "There's no place like home" #23 - Dorothy Gale
    - (Tạm dịch: Không có nơi nào bằng nhà mình cả.)

  - "I'll get you, my pretty, and your little dog, too" #99 - Miss Gulch, Phù thủy ác phương Tây
    - (Tạm dịch: Ta sẽ tóm lấy ngươi, đứa bé đáng yêu của ta, và cả con chó bé bỏng của ngươi nữa.)
- 2006 100 phim ca nhạc #3
- 2006 100 phim truyền cảm hứng #26.
- 2007 100 phim hay nhất (Đính chính) #10
- 2008 10 phim hay nhất thuộc 10 thể loại #1 Phim thần thoại

### Những danh sách khác
- 1999 Rolling Stone: 100 Phim kinh điển #20.[42]
- 1999 Entertainment Weekly: 100 phim vĩ đại nhất #32.[43]
- 2000 The Village Voice: 100 phim hay nhất thế kỉ XX #14.[44]
- 2002 Sight & Sound Những phim xuất sắc nhất theo bầu chọn của các đạo diễn #41.[45]
- 2005 Total Film 100 phim vĩ đại nhất #83.[46]
- 2007 Total Film: 23 Phim huyền bí #1.[47]

### Tư liệu
- Memories of a Munchkin: An Illustrated Walk Down the Yellow Brick Road by Meinhardt Raabe and Daniel Kinske (Back Stage Books, 2005)
- Ruby Slippers of Oz, The by Rhys Thomas (Tale Weaver, 1989)
- Wizardry of Oz, The: The Artistry And Magic of The 1939 MGM Classic - Revised and Expanded by Jay Scarfone and William Stillman (Applause Books, 2004)
- The Munchkins of Oz by Stephen Cox (Cumberland House, 1996)